# Blast (film, 2000)
Pour les articles homonymes, voir Blast.
Pour plus de détails, voir Fiche technique et Distribution.
Blast est un film américain sorti en 2000, réalisé par Martin Schenk.

## Fiche technique
- Titre : Blast
- Réalisation : Martin Schenk
- Scénario : Martin Schenk
- Musique : Anthony Marinelli
- Photographie : Troy Smith
- Montage : Troy Takaki
- Production : Zane W. Levitt et Mark Yellen
- Société de production : Levitt / Yellen, Poppy's Magic Productions et Zeta Entertainment
- Pays de production :  États-Unis
- Genre : Drame et thriller
- Durée : 88 minutes
- Dates de sortie : 
  - Royaume-Uni : 7 avril 2000

## Distribution
- Tony Denman : Corn
- P. J. Soles : l'adjointe
- Tracey Walter : Zeke
- Blake Heron : Jonesy